# Ліз Шерідан
Ліз Шерідан (англ. Liz Sheridan; 10 квітня 1929, Рай, Нью-Йорк — 15 квітня 2022, Нью-Йорк) — американська акторка та танцівниця.

## Життєпис
Народилася 10 квітня 1929 року у місті Рай, штат Нью-Йорк, в родині піаніста Френка Шерідана (1898—1962) та співачки Елізабет Пул-Джонс. Професійну кар'єру розпочала на початку 1950-х років як танцюристка в одному з нічних клубів Нью-Йорку, пізніше перебравшись на Віргінські острови та Пуерто-Рико, де продовжила виступати з номерами у стилі кабаре. Наприкінці 1960-х років повернулася до Нью-Йорка, де почала грати на Бродвеї. 1977 року спільно з Меріл Стріп та Крістофером Ллойдом грала у мюзиклі «Happy End».
Наприкінці 1970-х років переїхала до Лос-Анджелесу, де багато знімалася на телебаченні, з'явившись у другорядних ролях в багатьох серіалах, в тому числі «Команда А», «Агентство «Місячне сяйво», «Кегні і Лейсі», «Вона написала вбивство», «Вир світів» та інших. Найвідомішими її ролями стали Рахіль Охмонек у серіалі «Альф» виробництва NBC, та Гелен Сайнфелд у серіалі «Сайнфелд», яку вона виконувала протягом усіх дев'яти сезонів у 1990—1998 роках.
2000 року видала автобіографічну книгу «Dizzy & Jimmy: My Life with James Dean (A Love Story)», в якій розповіла про свої стосунки у 1952 році з тоді ще маловідомим актором Джеймсом Діном.
1985 року вступила у шлюб з джазовим музикантом Дейлом Велсом (нар. 1917), з яким перебувала у стосунках із 1960 року. 2003 року акторка овдовіла. Їхня єдина дитина — дочка Стефані, стала фотографом.
Ліз Шерідан померла 15 квітня 2022 року в себе вдома у Нью-Йорку через п'ять днів після свого 93-го дня народження.

## Вибрана фільмографія
| Рік       |   | Українська назва             | Оригінальна назва            | Роль                               |
| --------- | - | ---------------------------- | ---------------------------- | ---------------------------------- |
| 1983      | ф | Зірка Плейбоя                | Star 80                      | гример                             |
| 1983      | с | Сент-Елсвер                  | St. Elsewhere                | доктор Сьюзен Морі                 |
| 1983—1985 | с | Команда А                    | The A-Team                   | Гільдегард Гендерсон / Тіна Ловелл |
| 1985      | с | Агентство «Місячне сяйво»    | Moonlighting                 | Селма                              |
| 1985      | с | Санта-Барбара                | Santa Barbara                | медсестра Грета Бейлі              |
| 1986      | с | Кегні і Лейсі                | Cagney & Lacey               | доктор Вернон                      |
| 1986—1990 | с | Альф                         | ALF                          | Рахіль Охмонек                     |
| 1988      | с | Сімейні узи                  | Family Ties                  | Джинні Маккой                      |
| 1990—1994 | с | Порожнє гніздо               | Empty Nest                   | місіс Кувер / Елспет               |
| 1990—1998 | с | Сайнфелд                     | Seinfeld                     | Гелен Сайнфелд                     |
| 1991      | с | Вона написала вбивство       | Murder, She Wrote            | Роуз Тесслер                       |
| 1992      | ф | Джинн без пляшки             | Wishman                      | місіс Фінгер                       |
| 1992      | с | Германова голова             | Herman's Head                | міс Крекнік                        |
| 1992      | с | Район Мелроуз                | Melrose Place                | жінка-покупець                     |
| 1993      | ф | Вибий мізки: Історія кохання | Brainsmasher... A Love Story | Ма Маллой                          |
| 1994—1997 | с | Життя з Луї                  | Life with Louie              | місіс Стілман                      |
| 1995      | с | Вир світів                   | Sliders                      | міс Міллер                         |
| 2005      | с | 4исла                        | Numbers                      | домовласниця                       |
| 2007      | с | Американський тато!          | American Dad!                | місіс Розберг (голос)              |
| 2009      | ф | Грати у гру                  | Play the Game                | Една Гордон                        |